# Tumladen
Tumladen es el nombre de una localización geográfica del universo fantástico creado por J. R. R. Tolkien y que está descrita en la obra El Silmarillion. El autor lo describe como un valle secreto o escondido, una inmensa planicie, que en otro tiempo fue el fondo de un lago, fértil y verde, por donde discurrían numerosos riachuelos, y cercado en su totalidad por las Echoriath.

## Historia ficticia
En los «Días Antiguos» el valle fue un gran lago que con el paso del tiempo fue secándose dejando al descubierto en su centro una colina-isla, llamada Amon Gwareth, de piedras sólidas. En esa colina se construyó la ciudad élfica del rey Turgon, Gondolin. Se llegaba a ella por un camino o desfiladero, llamado Orfal Echor, bajo las montañas, abierto de forma natural por las aguas que descendían de las Montañas Circundantes para sumarse al Sirion. En un extremo del valle se abrían las minas de Anghabar, de donde los elfos extraían un hierro de excelente calidad.

## Algunos lugares en Tumladen

### Amon Gwareth
La colina de Amon Gwareth, de piedra desnuda y rodeada de acantilados como el de Caragdûr se alzaba en el centro del valle. Sobre ella se construyó la gran ciudad de los noldor, Gondolin.

### Caragdûr
Caragdûr era un precipicio ubicado en la ladera norte de Amon Gwareth, por el que fue arrojado Eöl tras matar a su mujer, Aredhel, la hermana de Turgon; y en donde lanzó su maldición en contra de su hijo Maeglin porque no lo acompañó en su muerte.